# Cmentarz rzymskokatolicki w Janowie Podlaskim
Cmentarz rzymskokatolicki w Janowie Podlaskim – nekropolia wyznania rzymskokatolickiego w Janowie Podlaskim, administrowana przez miejscową parafię Trójcy Świętej. W przeszłości cmentarz katolicki podzielony na kwatery łacińską i unicką, a następnie cmentarz katolicko-prawosławny.
Cmentarz znajduje się we wschodniej części Janowa Podlaskiego, przy drodze do Cieleśnicy.
Nekropolia katolicka w Janowie Podlaskim, podzielona na część łacińską i unicką, została założona na początku XIX w. W II poł. tego samego stulecia na jej terenie wzniesiono kaplicę cmentarną św. Rocha. W 1875, po likwidacji unickiej diecezji chełmskiej, unicką część cmentarza przemianowano na prawosławną (podobnie jak janowską cerkiew). Gdy parafia prawosławna w Janowie w 1919 została zlikwidowana, katolicy obrządku łacińskiego objęli we władanie całość nekropolii.
Na cmentarzu zachowało się kilkadziesiąt nagrobków XIX-wiecznych oraz kilkadziesiąt nagrobków z I poł. XX wieku. Najstarsze nagrobki to obelisk na grobie sędziego powiatu bialskiego, Andrzeja Serwińskiego, zmarłego w 1842, krzyż na grobie sędziego pokoju i właściciela dóbr jakowskich Tomasza Horocha (zm. 1848), nagrobek Walentego Skalskiego, ostatniego burmistrza Janowa Podlaskiego (zm. 1865), obelisk na grobie Katarzyny Golz (zm. 1853), krzyż na grobie Piotra Serwińskiego (zm. 1866) oraz nagrobek Walentego Rościszewskiego (zm. 1867) prezydenta Suwałk w latach 60. XIX wieku, który zapisał się w historii próbą tłumienia manifestacji patriotycznej tamże w 1861 roku. W obrębie cmentarza znajdują się ponadto pomniki upamiętniające polskich żołnierzy poległych podczas I i II wojny światowej, wojny polsko-bolszewickiej oraz żołnierzy Armii Krajowej.

## Galeria

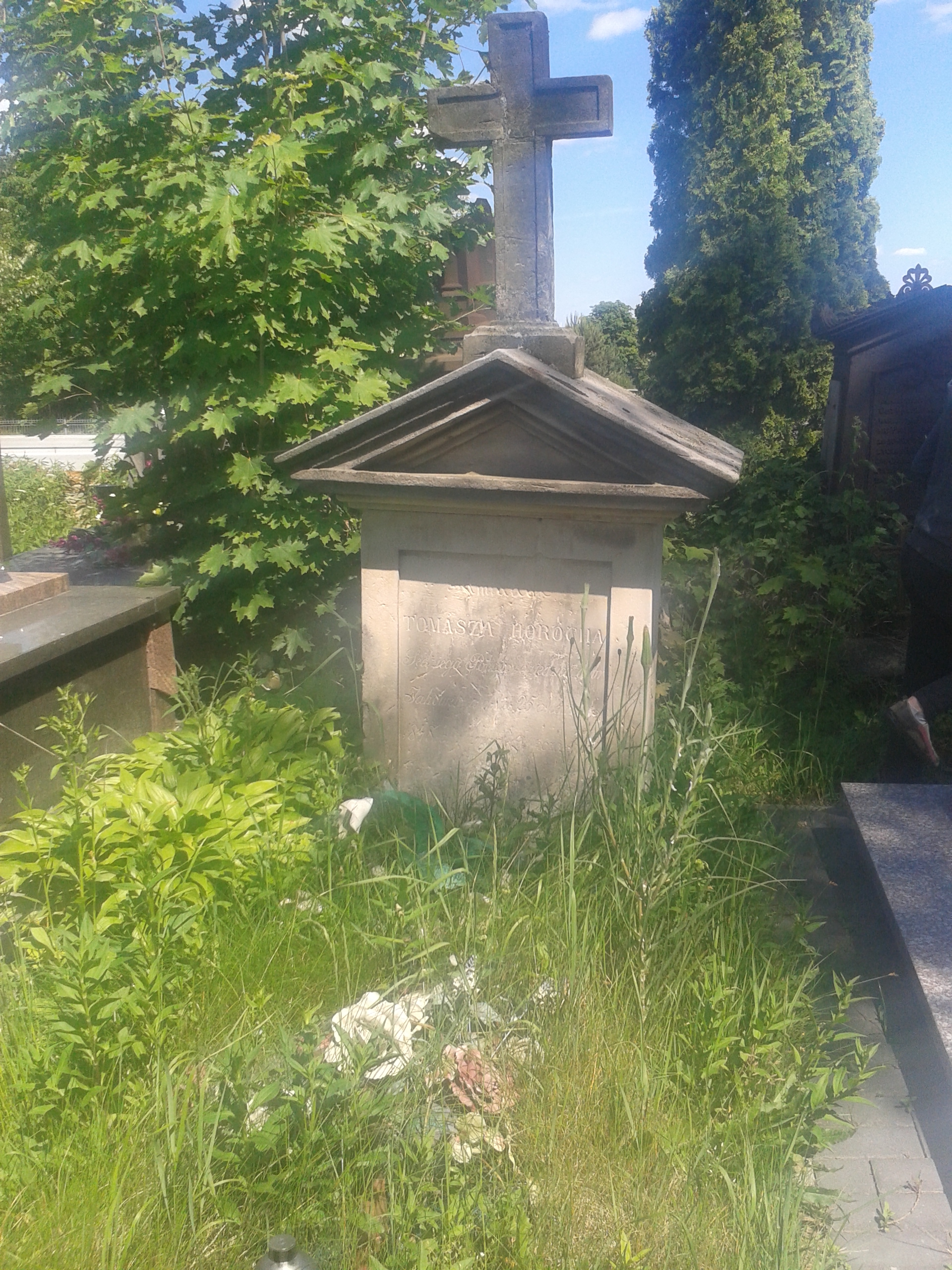
Grób Tomasza Horocha (zm. 1848)
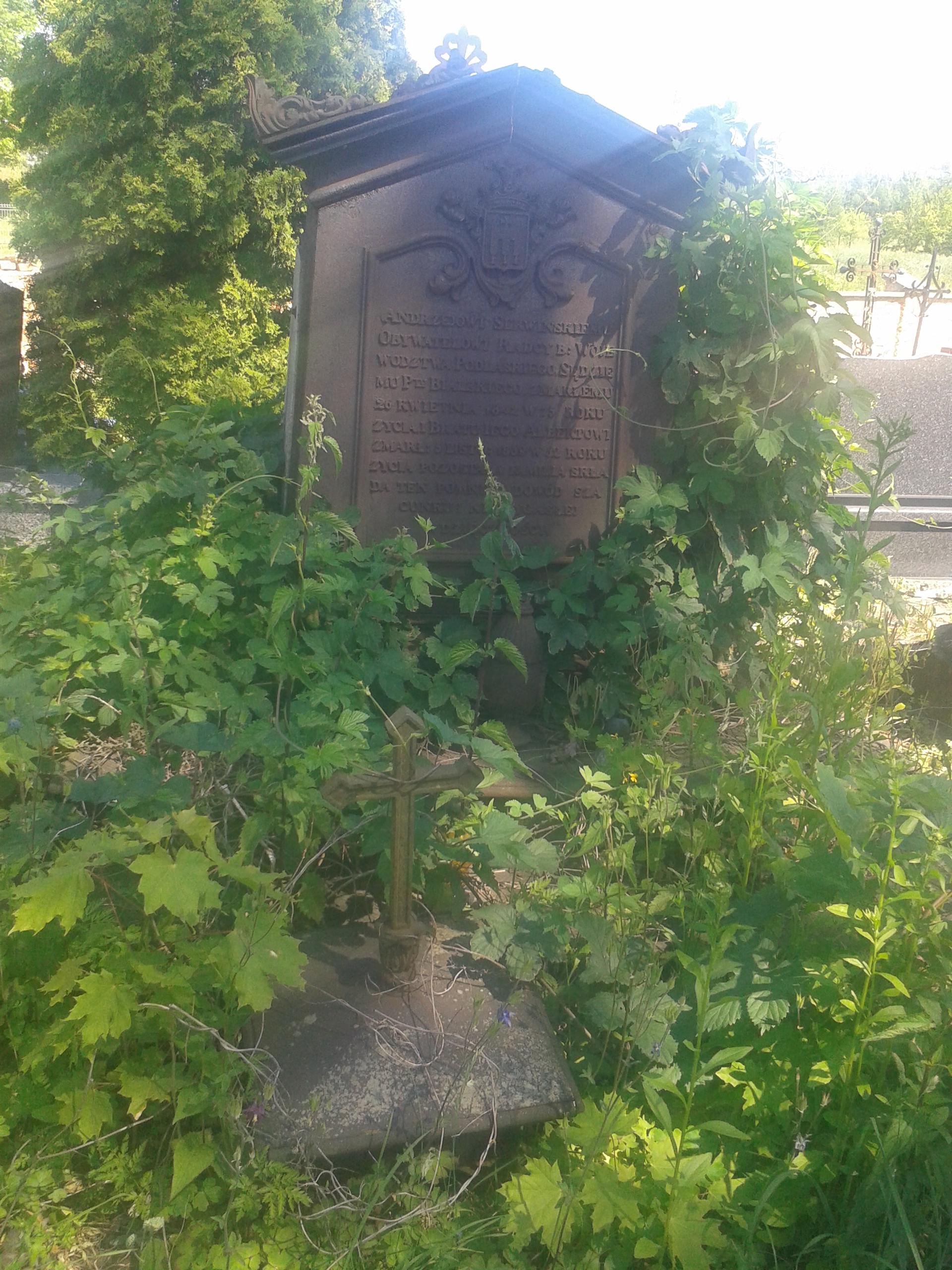
Grób Andrzeja Serwińskiego
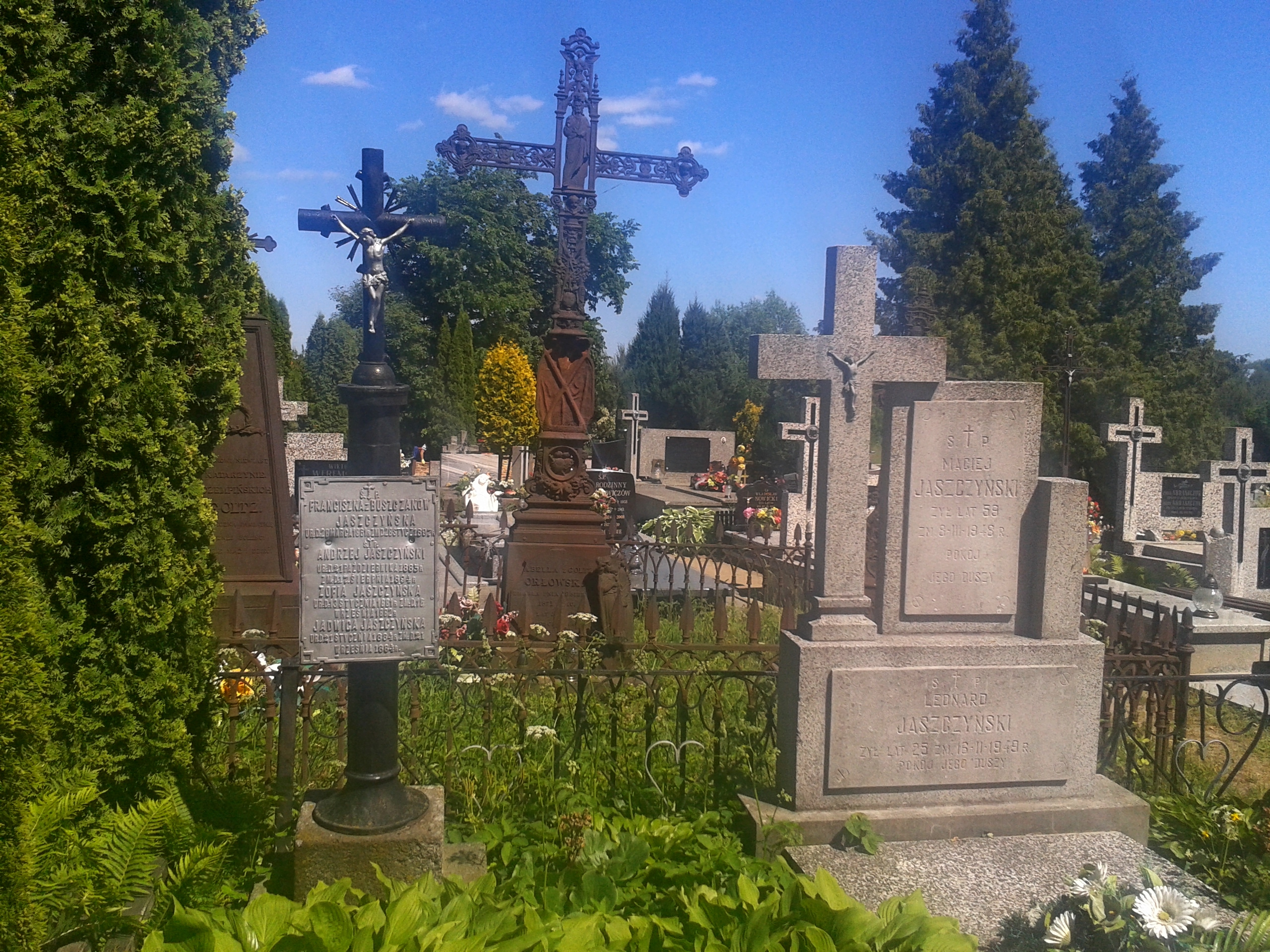
XIX-wieczne nagrobki: krzyż rodziny Jaszczyńskich, obelisk na grobie Katarzyny Goltz (na drugim planie, po lewej) i krzyż na grobie Izabelli Orłowskiej
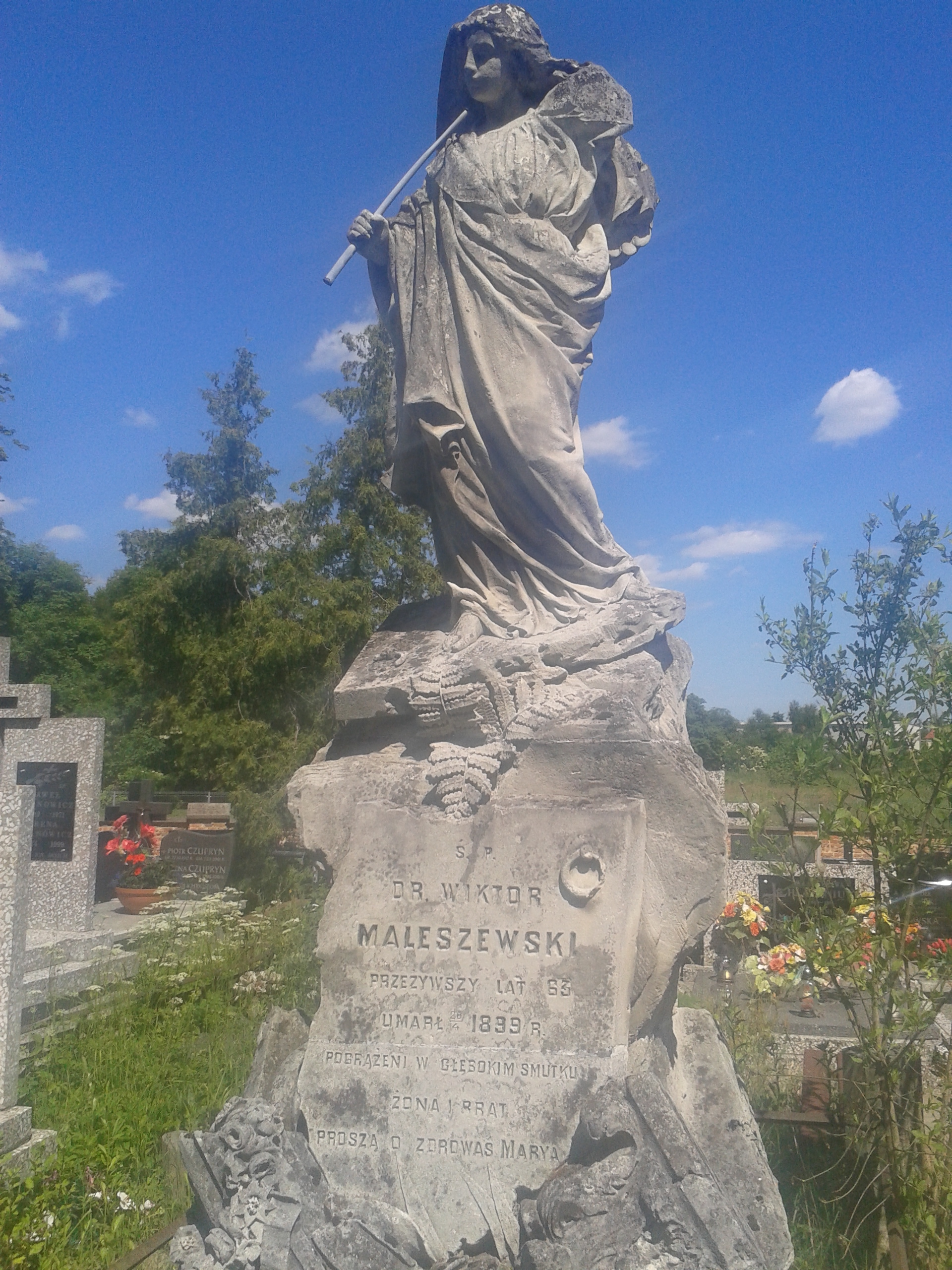
Figura anioła na grobie lekarza, Wiktora Maleszewskiego (zm. 1899)
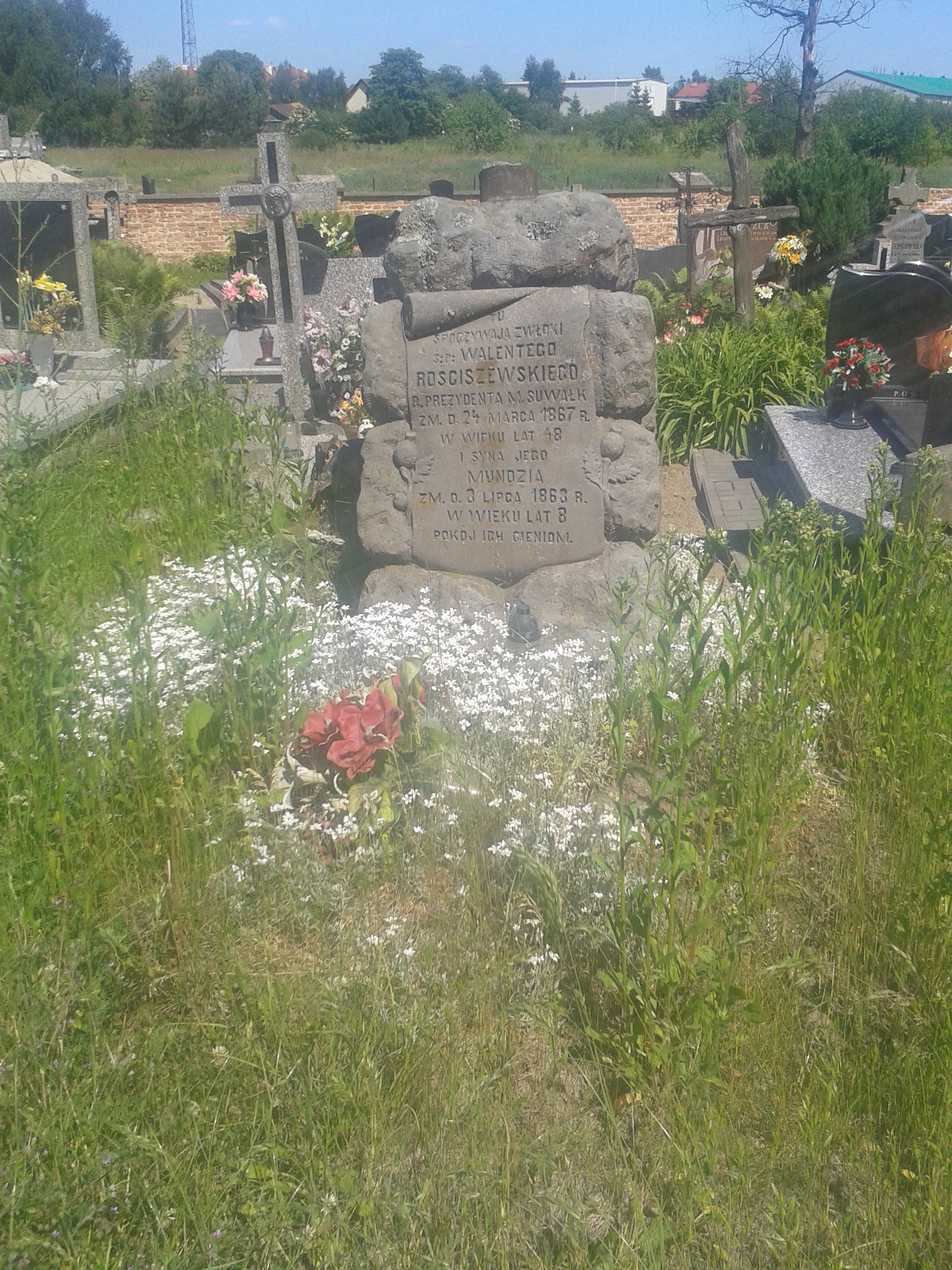
Grób Walentego Rościszewskiego
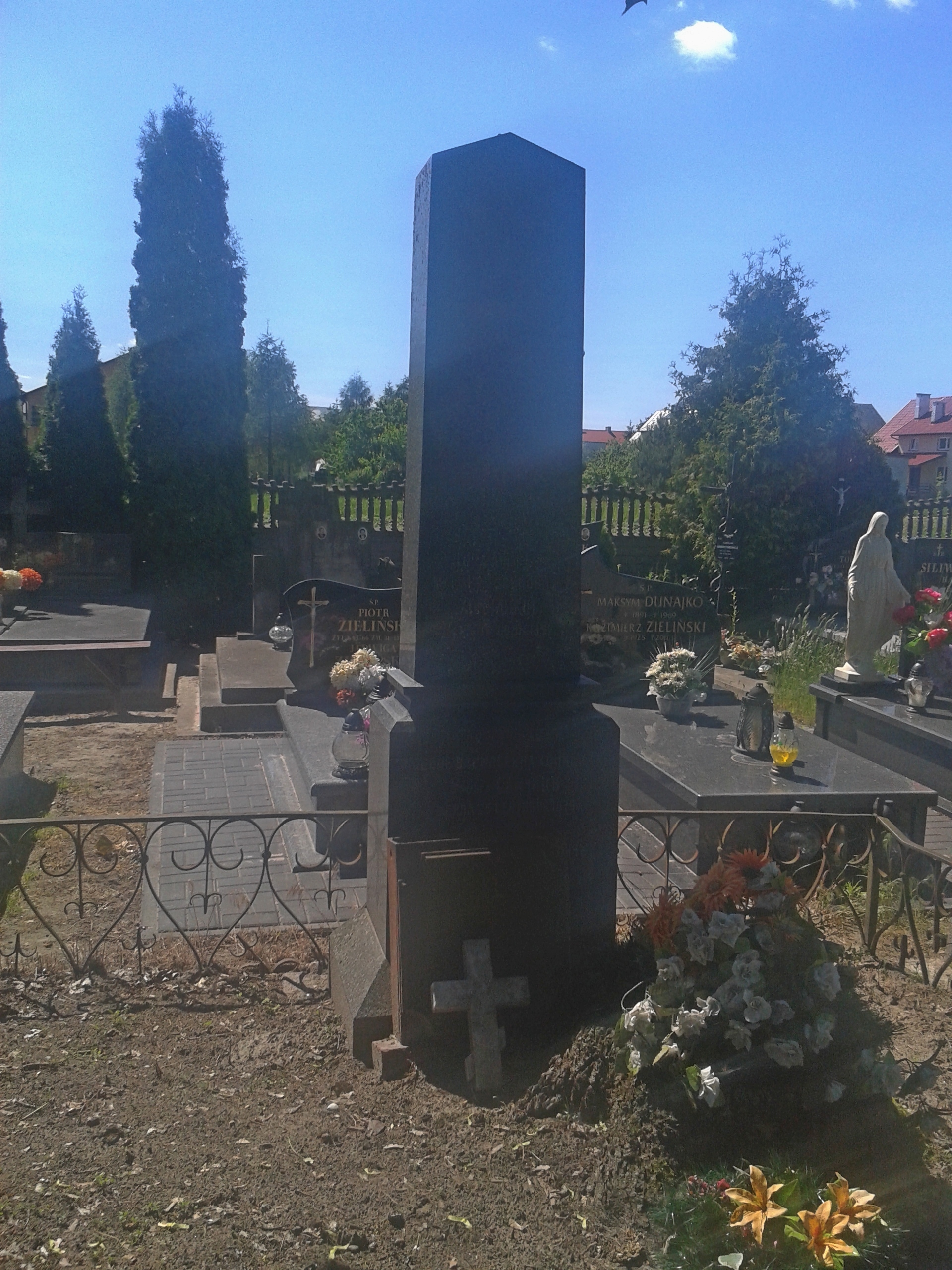
Grób protojereja Makarija (Makarego) Chojnackiego
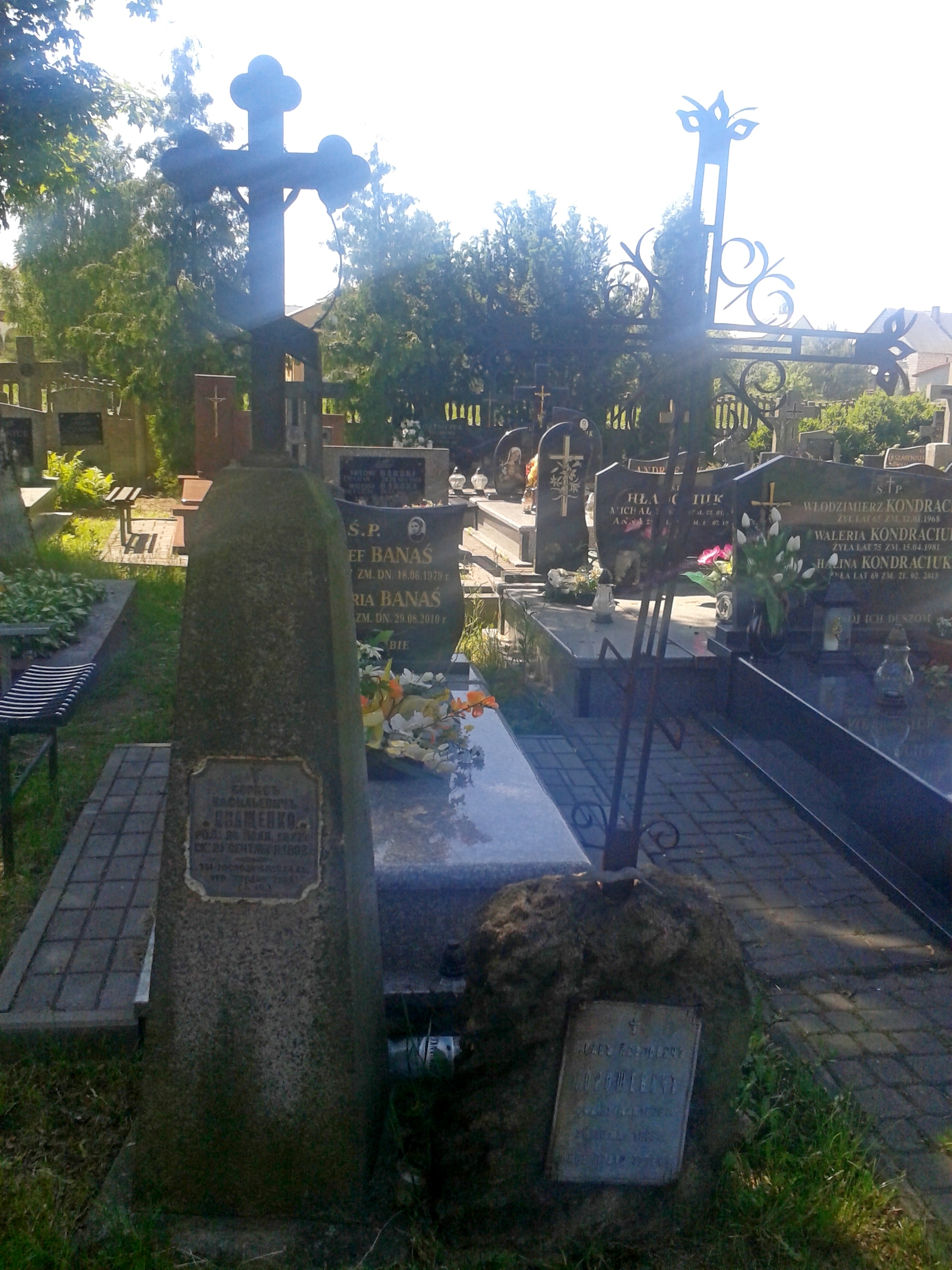
Nagrobki prawosławne (II poł. XIX w.)
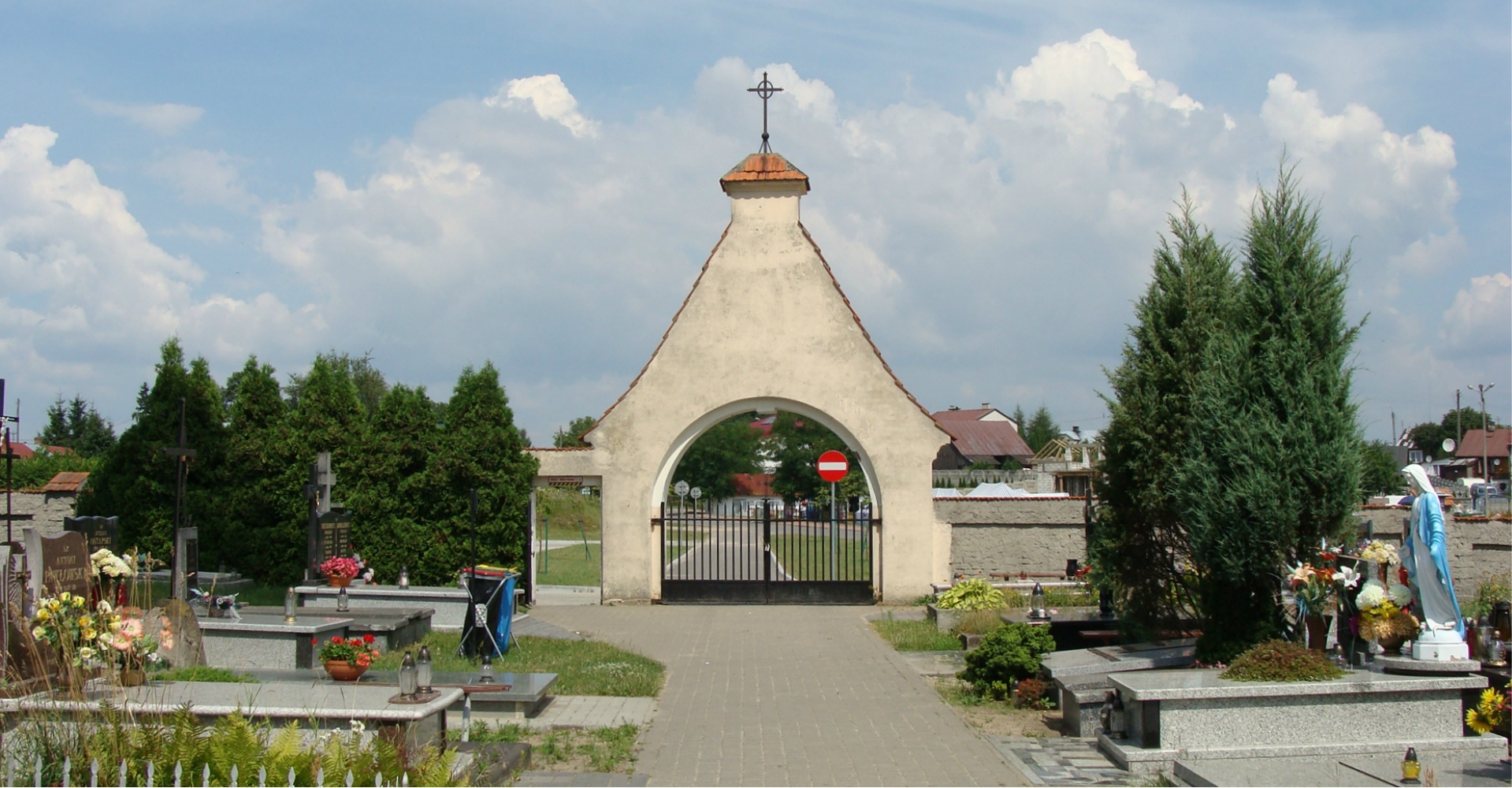
Brama cmentarna i widok cmentarza od wewnątrz
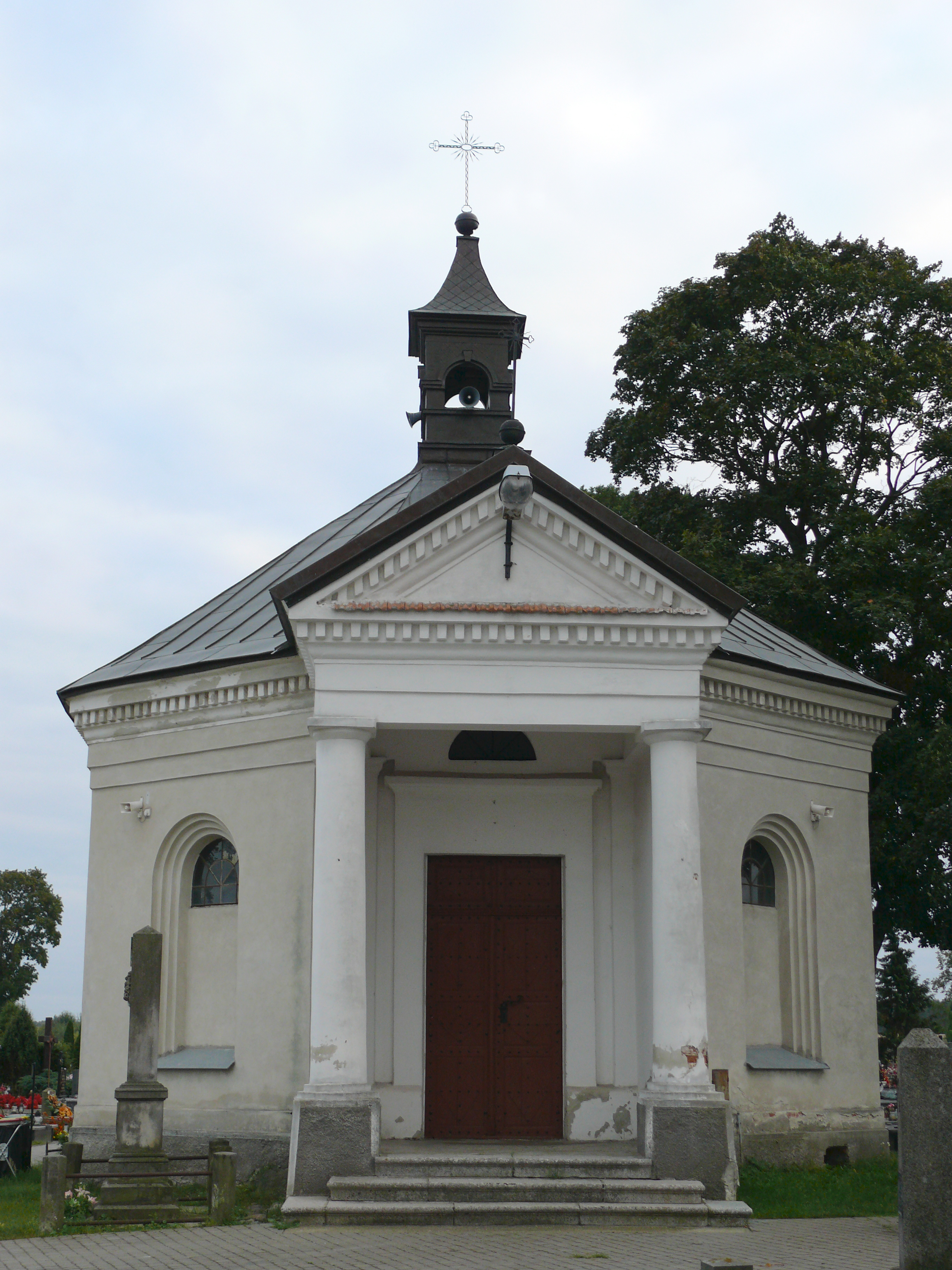
Kaplica św. Rocha